# Taeniotes subocellatus
Taeniotes subocellatus är en skalbaggsart som först beskrevs av Olivier 1792.  Taeniotes subocellatus ingår i släktet Taeniotes och familjen långhorningar.
Artens utbredningsområde är:
- Guyana.
- Surinam.
- Venezuela.

Inga underarter finns listade i Catalogue of Life.